# Ivo Frol
Ivo Frol (Sisak, 17. srpnja 1908. – Beograd, 29. srpnja 1995.), hrvatski književnik, političar, književni kritičar, esejist i kulturni djelatnik
Rođen u Sisku. Školovao se u rodnom Sisku, na Sušaku i u Zagrebu. U Zagrebu je diplomirao na Filozofskome fakultetu 1936. godine. Još kao student pokrenuo je i uređivao list Signali (1932.). Iz tog vremena datira mu zbirka pjesama Krist nad krevetom. Nakon školovanja bio je politički aktivan, zbog čega je bio uhićivan. Član sveučilišne partijske ćelije formirane 1940. Predavao je u zagrebačkoj Klasičnoj gimnaziji od 1940. do 1941. godine. Od 1941. do 1943. bio je zatočen u logoru Jasenovcu, iz kojeg je izašao razmjenom zarobljenika. 1944. je godine priredio je i napisao predgovor Jami, poemi Ivana Gorana Kovačića. Krajem rata objavio je u Splitu brošuru O novoj prosvjetnoj politici. Poslije drugog svjetskog rata u visokoj je politici. Bio je pročelnik Odjeljenja za prosvjetu ZAVNOH-u, ministar prosvjete u prvoj hrvatskoj vladi u Splitu. U Beogradu je bio pri SIV-ovoj Komisiji za prosvjetu i kulturu, a od 1961. do 1972. ravnatelj Sveučilišne knjižnice (Univerzitetske biblioteke). 1966. godine objavio je uvod u autobiografsku knjigu Egon Bergera ‘44 MJESECA U JASENOVCU‘. Poslije rata objavio je zbirke pjesama socijalne tematike Pjesme (1946.) i Neotpori (1965.). Suautor više gramatičkih i pravopisnih priručnika za osnovne škole (Kako ćeš pravilno pisati?, Naš jezik) koje je napisao samostalno ili s Ivanom Brabcom i Grigorom Vitezom i čitanki s poukama o jeziku. Pisao je književne kritike o D. Cesariću, M. Krleži, Đ. Sudeti, I. Kozarčaninu. Pjesme, kritike i članke objavio je u Književnom savezu, Mladosti, Kulisi, Našoj slozi, Književniku, Hrvatskoj reviji, Književnim novinama, Hrvatskom kolu, Narodnoj prosvjeti, Republici, Književnim novinama, Telegramu, NIN-u, Bibliotekaru.
Pisao i pod pseudonimima Kruno Kreč, Iljko Ivan, Ico Ther i Ivo Frelić.